# Poecilasthena subpurpureata
Poecilasthena subpurpureata là một loài bướm đêm thuộc họ Geometridae. Nó được tìm thấy ở New Zealand.

## Hình ảnh

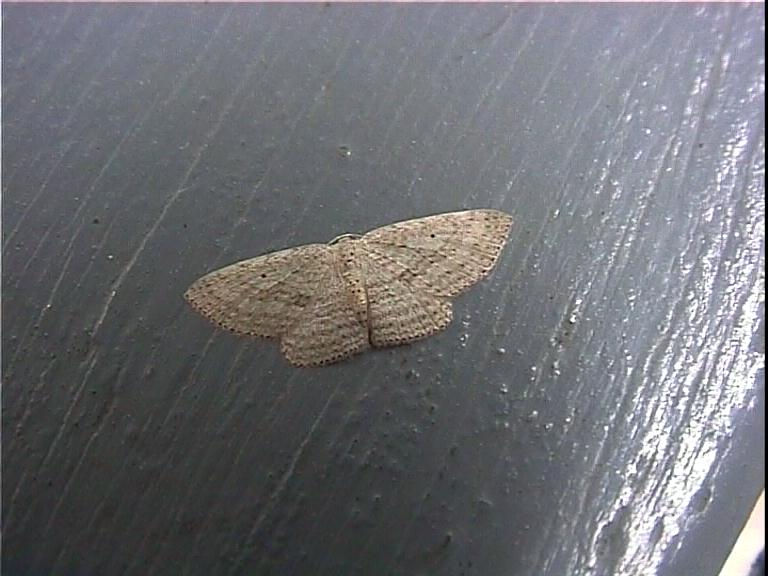
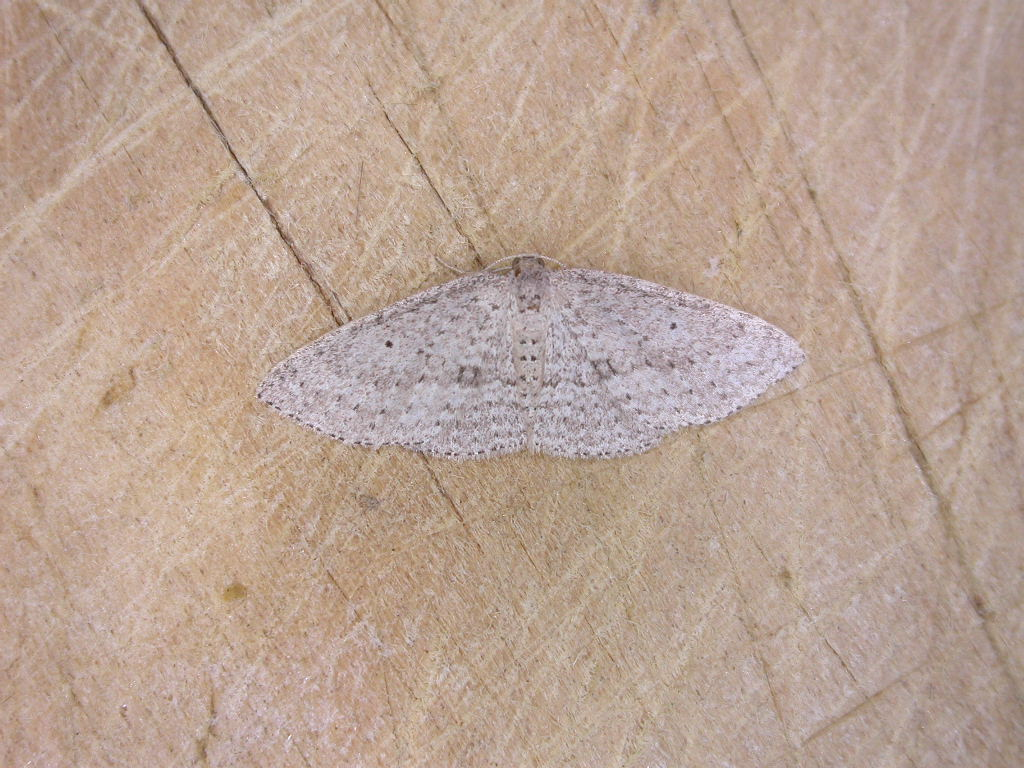
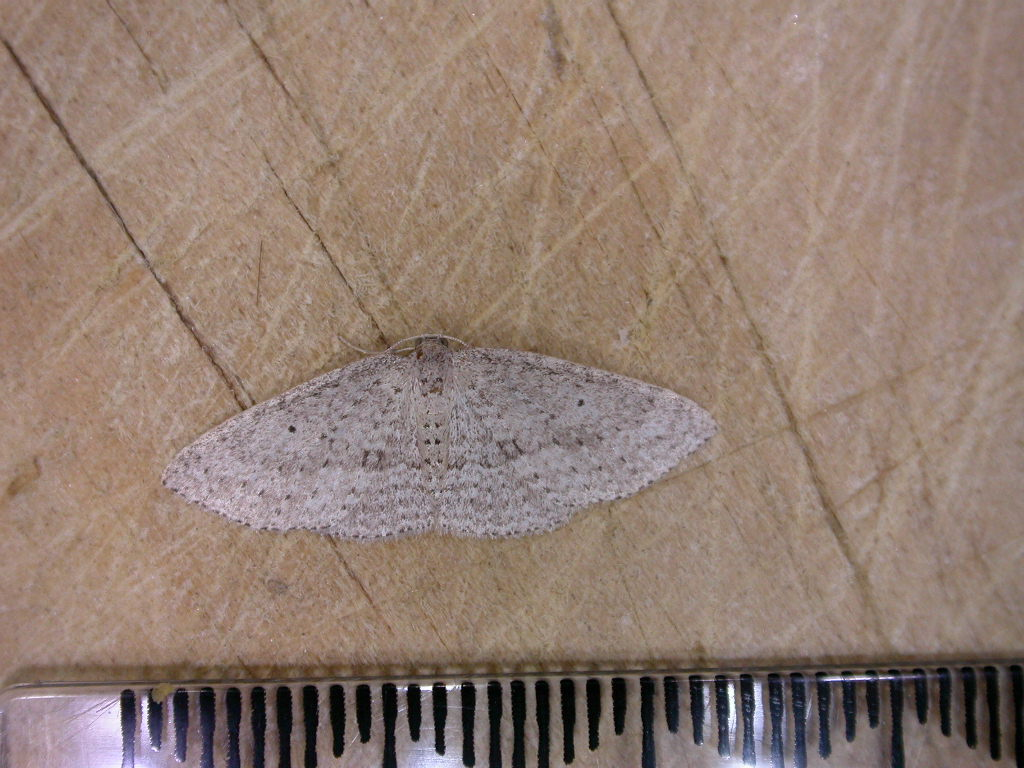
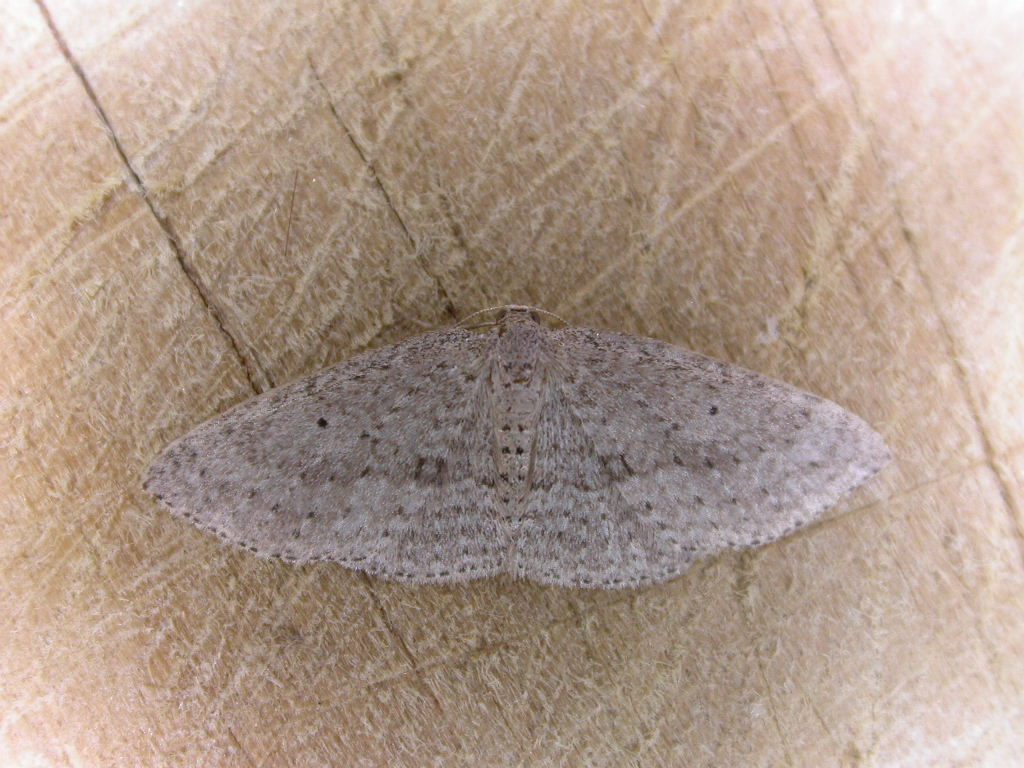